# Cueva de los Verdes
De Cueva de los Verdes is een grottenstelsel met een lavatunnel op het Spaanse eiland Lanzarote. De tunnel met een lengte van 6 km loopt van de krater  van de vulkaan La Corona tot aan de kust bij Jameos del Agua. Hij is op sommige plaatsen vijftig meter hoog en vijftien meter breed.
De grotten werden in de zestiende en zeventiende eeuw gebruikt om te schuilen tegen piraten en andere vijanden. In de negentiende eeuw werden de grotten getransformeerd in een locatie voor reizigers en wetenschappers. In 1960 startte de Cabildo met de renovatie ten behoeve van het toerisme. Tegenwoordig worden er rondleidingen gegeven en is er een pad vrijgemaakt, evenwel niet geschikt voor rolstoelgebruikers. De verlichting van het grottenstelsel is door Jesús Soto uitgevoerd met een neutraal wit licht dat de kleuren van de mineralen in de rots goed tot uiting doet komen. In de Cueva de los Verdes is een klein podium gebouwd met vijfhonderd zitplaatsen, waar regelmatig concerten worden gehouden.
Verdes refereert aan de familienaam van de vroegere eigenaars van de grond waarop de toegang tot de grotten zich bevindt, en niet aan het Spaanse woord voor de kleur groen.

## Afbeeldingen

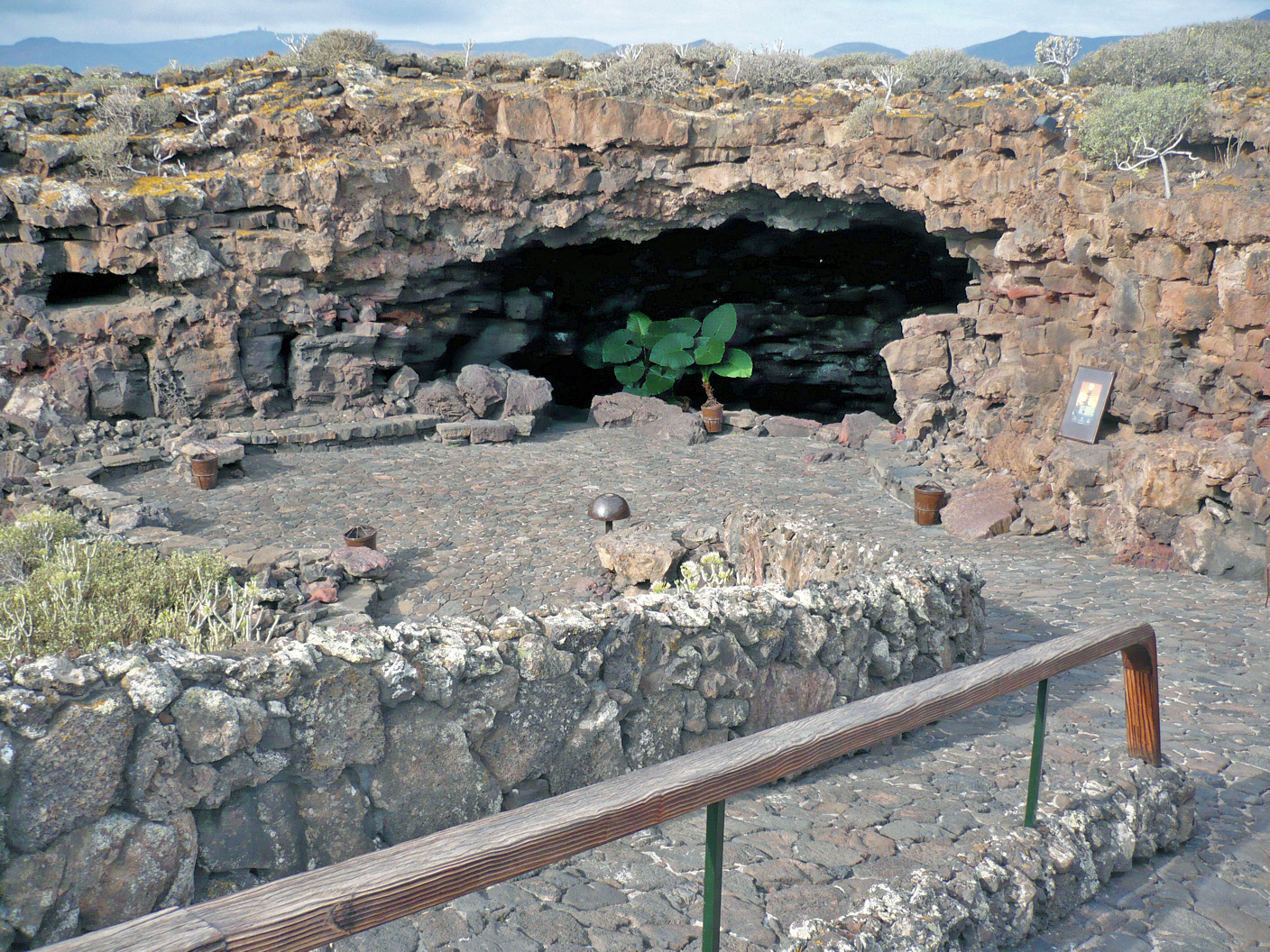
Toegang tot de grotten
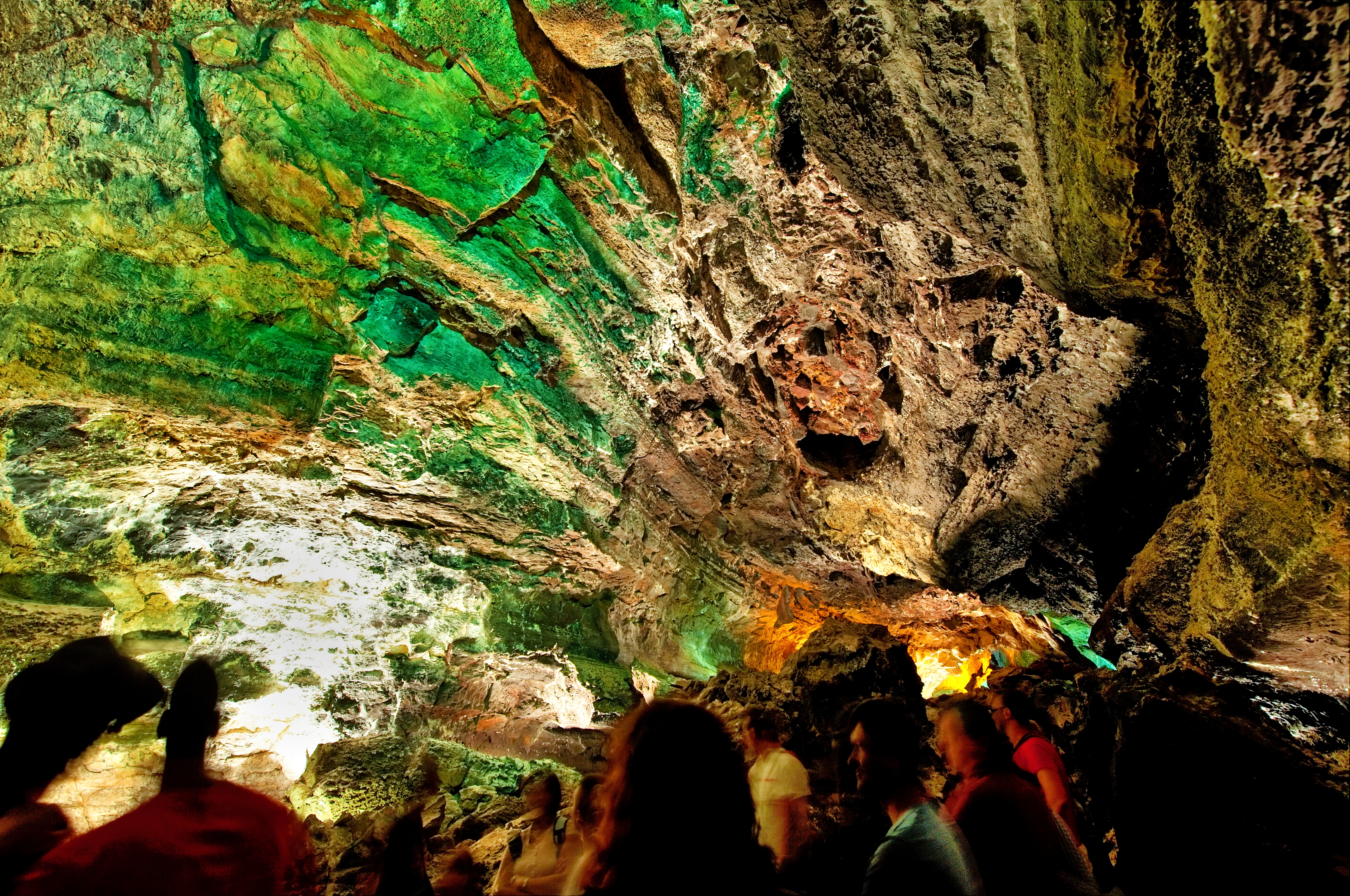
Cueva de los Verdes